# Bandera de Gelida
La bandera oficial de Gelida té la següent descripció:
Bandera apaïsada de proporcions dos d'alt per tres de llarg, dividida horitzontalment per dues faixes iguals, la superior groga i la inferior vermella. Al pal un triangle curvilini amb el vèrtex al mig de la bandera, de color blau.
Va ser aprovada l'11 d'octubre de 1993 i publicada en el DOGC el 22 d'octubre del mateix any amb el número 1812.